# 八代宮
八代宮（やつしろぐう）は、熊本県八代市にある神社である。旧社格は官幣中社。

## 概要
後醍醐天皇の皇子で、征西将軍としてこの地で足利軍と戦った懐良親王を主祭神とし、懐良親王歿後に征西将軍職を継いだ良成親王を配祀する。地元では「将軍さん」の愛称で呼ばれている。建武中興十五社の一社である。
例祭日の8月3日は、八代宮の創建が太政官によって決定された日である。親王が死んだ日を例祭の日とすべきであったが、その日が不明なため創建決定の日をもってした。創建の日でないのは例祭日を創建に先立って定めたためである。

## 歴史
明治維新以降、南朝の功労者を祀る神社の創建運動が各地で起こり、懐良親王の墓所のある八代の住民からも、懐良親王と良成親王を祀る神社を創建し、鎌倉宮・井伊谷宮と並ぶ官幣中社にしてほしいという請願が何度かなされた。住民である徳富忠七や八代宮創立発起担当人の村上忠三らは、墓所から遠くない松江城（八代城）の址に神社を建てることを求めた。これを請けて1880年（明治13年）に太政官が熊本県に創立を命じ、懐良親王を祭神とし、良成親王を配祀する神社が八代宮の名で願い通りに造られることとなった。
同地には官有地と民有地があったが、1881年（明治14年）に民有地が神社のために寄付されたため、八代城址は全体が神社の境内になった。また神社の前から市街に通じる道路を開くこととした。建設予算は9463円80銭4厘で、寄付金2642円97銭4厘（寄付金2000円、残りは力役提供を金銭に換算）と官費6820円83銭で拠出した。
またこの年に、宮内省と内務省は霊代（神体）を社殿完成後に新しい鏡で納めることにすることを決めた。社殿が完成してから、明治17年（1884年）4月20日に鎮座祭が行われ、霊代が納められた。

## 年表

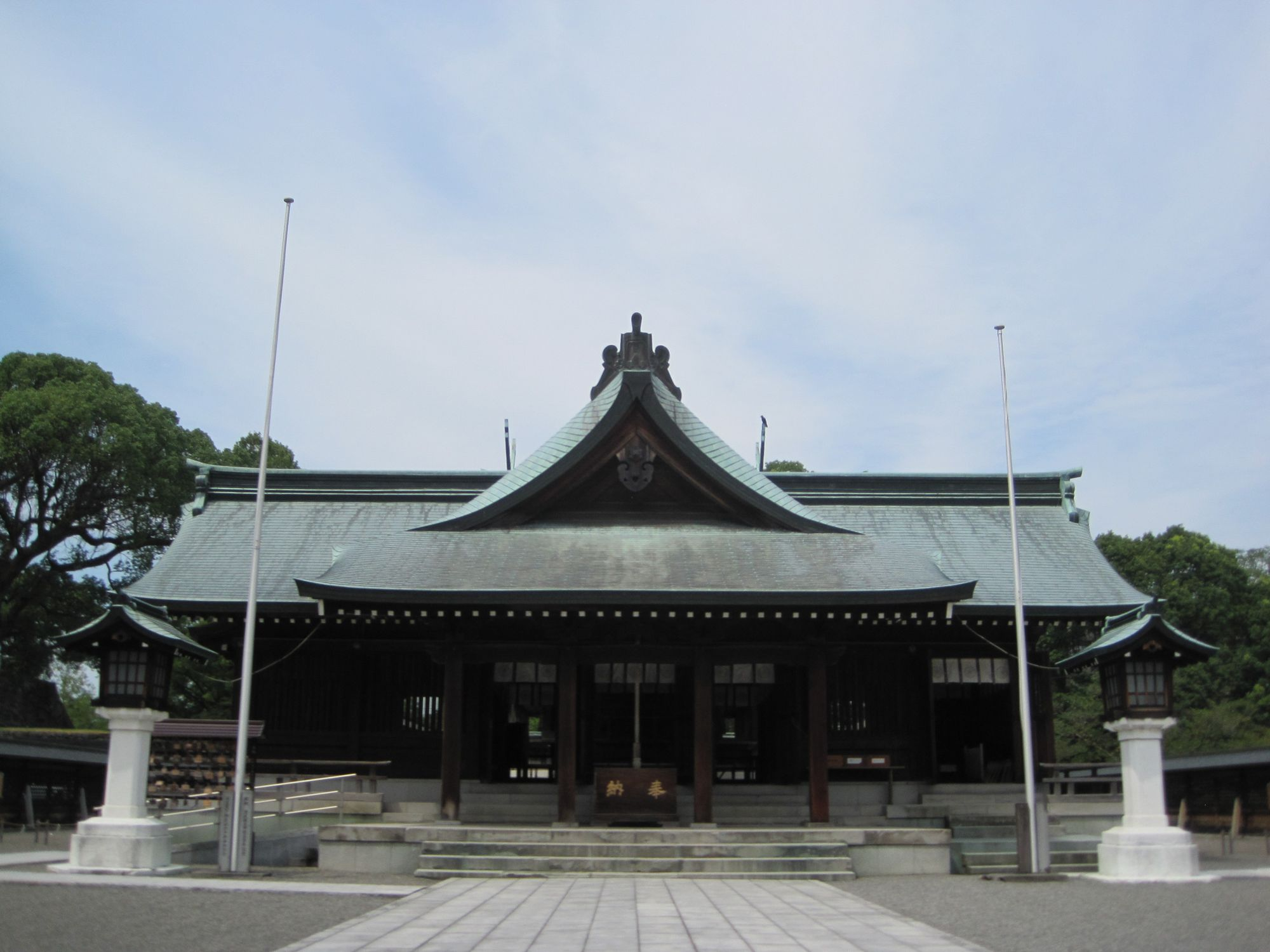
八代宮拝殿

- 1875年（明治8年）12月 - 八代町の住民が神社創建を請願した。
- 1880年（明治13年）1月15日 - 徳富忠七ほか56名の八代町人民が熊本県に神社創建を請願した。
  - 2月3日 - 熊本県が内務省に請願を取り次ぎ、創建を申請した。
  - 6月28日 - 内務省が八代宮の創建と概要を決定した。
  - 8月3日 - 太政官が熊本県に創建を命じた。
- 1884年（明治17年）4月20日 - 鎮座祭。

## 交通アクセス
- JR九州鹿児島本線八代駅からまちバス・みなバス・ゆめバスなどに乗車し「八代宮前」下車すぐ。
- 同新八代駅からみなバスに乗車し「八代宮前」下車すぐ。
- 九州自動車道八代インターチェンジから5.5㎞。

## 関連図書
- 安津素彦・梅田義彦編集兼監修者『神道辞典』神社新報社、1968年、63頁
- 白井永二・土岐昌訓編集『神社辞典』東京堂出版、1979年、340頁
- 鈴木喬『熊本の神社と寺院』熊本日日新聞社、1980年、92-93頁
- 角川日本地名大辞典編纂委員会編『角川日本地名大辞典43 熊本県』角川書店、1987年、1092-1093頁